# Patrice Martinez
Pour les articles homonymes, voir Martinez.
Patrice Martinez est une actrice américaine, née le 12 juin 1963 à Albuquerque (Nouveau-Mexique) et morte le 24 décembre 2018 à Burbank (Californie). Elle a aussi été créditée sous le nom de Patrice Camhi durant son mariage.
Elle est surtout connue pour avoir joué le rôle de Carmen dans le film Trois amigos ! et celui de Victoria Escalante dans la série télévisée Zorro au début des années 1990.

## Biographie
Patrice Martinez est née à Albuquerque, au Nouveau-Mexique, d'un père musicien et de Margarita Martinez-Cannon, fondatrice de « La Compania de Teatro de Albuquerque ». 
Enfant, elle a joué dans un théâtre local. Elle a commencé sa carrière au cinéma en 1977, alors adolescente, en travaillant comme figurante dans le film Le Convoi réalisé par Sam Peckinpah. Sa mère joue également dans le film. Après le lycée, à l'âge de dix-huit ans, elle quitte Albuquerque pour étudier à la prestigieuse Royal Academy of Dramatic Art (RADA) de Londres. Elle en sort diplômée en 1984 avec en prime cinq récompenses de l’université (RADA Awards). 
De retour aux États-Unis, elle déménage rapidement à Los Angeles, en Californie. Elle joue ainsi Carmen, le rôle principal dans Trois Amigos ! de John Landis en 1986. Son personnage, une jeune femme d'un petit village, demande l'aide à trois justiciers pour débarrasser la population d'un bandit tyrannique et de sa bande... sans savoir qu'ils sont juste des acteurs de cinéma.
Elle enchaîne ensuite avec le film A Walk on the Moon. Elle accepte également un rôle dans la série Magnum, jouant Linda Lee Ellison, une journaliste ayant une relation amoureuse avec le détective, aux côtés de Tom Selleck dans la saison 7 (Forty) et la saison 8 (dans la conclusion de la série, À la recherche de Lily (Resolutions), épisodes 12 et 13). Elle fait également une apparition dans le film de Tim Burton, Beetlejuice en 1988.
Après cela, elle a joué Victoria Escalante dans la série Zorro  pendant trois ans, de 1990 à 1993. La série était tournée en Espagne. Portant un corset de presque 10 kg, elle a souffert de la chaleur.
Elle jouera aussi dans le film The Effects of Magic en 1998.
Après les années 1990, elle change de carrière et se reconvertit dans l'immobilier et le management.
Elle est décédée subitement le 24 décembre 2018 chez elle à Burbank, en Californie du Sud, après une longue maladie.

### Vie privée
Martinez a un frère, Benito Martinez et une sœur Benita Martinez, qui lui ressemble mais a deux ans de moins. Tous deux sont acteurs et ont fait une apparition dans Zorro. Son frère joue le rôle de José Maceas et sa sœur de Margarita de Madeira. 
De 1987 à 1992, Martinez a été mariée au producteur-réalisateur Daniel Camhi , et elle a été créditée sous le nom de « Patrice Camhi » lors des deux premières saisons de Zorro. Martinez et Camhi ayant divorcé, elle reprend son nom de Patrice Martinez à partir de la saison trois.

## Filmographie

### Cinéma
- 1978 : Le Convoi (Convoy) de Sam Peckinpah : Maria
- 1986 : Trois amigos ! (¡Three Amigos!) de John Landis : Carmen
- 1987 : A Walk on the Moon de Raphael D. Silver : India
- 1988 : Beetlejuice de Tim Burton : Miss Argentina, la réceptionniste du monde des morts
- 1998 : The Effects of Magic de Charlie Martinez : Béatrice

### Télévision

#### Séries télévisées
- 1986 : Deux flics à Miami : Maria Escobar (saison 3, épisode 9 : Baby Blues)
- 1987 - 1988 : Magnum : Linda Lee Ellison
- 1990 - 1993 : Zorro : Victoria Escalante
- 1999 : Air America : Mandy (saison 1, épisode 20 : Heartbreak Hotel)

#### Téléfilms
- 1987 : La Vengeance du forçat (Gunsmoke: Return to Dodge) de Vincent McEveety : Bright Water
- 1998 : Winnetous Rückkehr de Marijan David Vajda : Kish-Kao-Ko

### Doublage
- 1994 : Fantôme 2040 (Phantom 2040) : Esteban Aguilar (saison 1, épisode 12 : The Gauntlet)

## Distinctions
- 1984 : 5 RADA Awards[6],[2]
  - Prix Sir Emile Littler pour « Talent exceptionnel »
  - Prix Flora Robson pour le « Meilleur talent d'outre-mer »
  - Prix commémoratif Edmund Gray pour la « Meilleure performance dans une entreprise de restauration »
  - Prix commémoratif Dame Edith Evans pour « l'excellence dans la poésie parlée »
  - Prix Ivar Novello de Lord Lurgan pour sa « grâce et charme dans le mouvement »
- 1987 : Golden Eagle Awards de l'« Actrice la plus prometteuse » (Most Promising Actress) pour son rôle dans Trois Amigos ![9]
- 2019 : Oscars In Memoriam[10]

## Voix francophones
Patrice Martinez est doublée par Malvina Germain dans Zorro, Marie-Christine Darah dans Trois Amigos ! et par Martine Meirhaeghe dans Beetlejuice.